# Патріарх Заходу

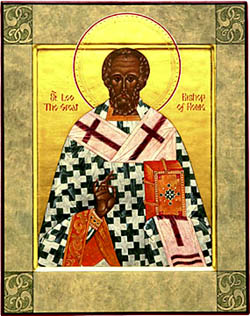
Візантійська ікона Папи Римського Лева I (400–461), першого Папи Римського, якого назвали патріархом Заходу.

Патріарх Заходу був неодноразово між 450 і 2006 рр. одним із офіційних титулів єпископа Риму як патріарх і вищий авторитет Латинської церкви. Титул більше не з'являється серед офіційних, починаючи з публікації Annuario Pontificio 2006 року.

## Історія
Виникнення визначення патріарха Заходу пов'язане з роз'єднанням античної системи, заснованої на трьох апостольських центрах Риму, Антіохії (обидва засновані святим Петром ) та Александрії (засновані святим Марком, учнем Петра) і конституція, з Першим Константинопольським собором у 381 р. та Халкідонським собором у 451 р., і, незважаючи на папську опозицію, нової Пентархії  з піднесенням Константинопольського та Єрусалимського патріархатів. У цій системі, за винятком Риму, інші чотири патріархати потрапили під владу Візантійської імперії і стали відповідати територіально чітко визначеним структурам. Рим, навпаки, став центральним офісом над територіями Західної Римської імперії.
У 450 році візантійський імператор Феодосій II звернувся в листі до Папи Римського Лева I, згадуючи його як патріарха на Заході (це перша згадка про папу в цій якості). Коли в 476 р. Західна Римська імперія розпалася і розширила Юстиніаном I східне законодавство про Рим з прагматичною санкцією 554 р.  імперська церковна система Пентархії знайшла повне застосування. У 642 р., хоча візантійські імператори також нав'язували підтримку міафізитизму папам, Папа Феодор I офіційно вперше прийняв титул патріарха Заходу.

## Зречення
22 березня 2006 р. Ватикан опублікував заяву, у якій роз'яснював пропуск заголовка в Annuario Pontificio на підставі вираження «історичної та теологічної реальності» та «корисності для екуменічного діалогу». Титульний патріарх Заходу символізував особливі стосунки папи з Латинською церквою та юрисдикцію над нею, а відсутність титулу жодним чином не символізує змін у цих відносинах, а також не спотворює стосунків між Святим Престолом та Східними церквами, як урочисто проголосив Другий Ватиканський собор.